# Schloss Schönbornslust

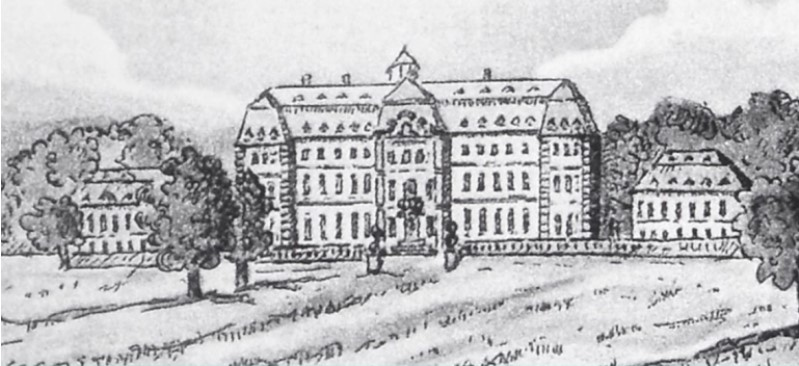
Schloss Schönbornslust 1790

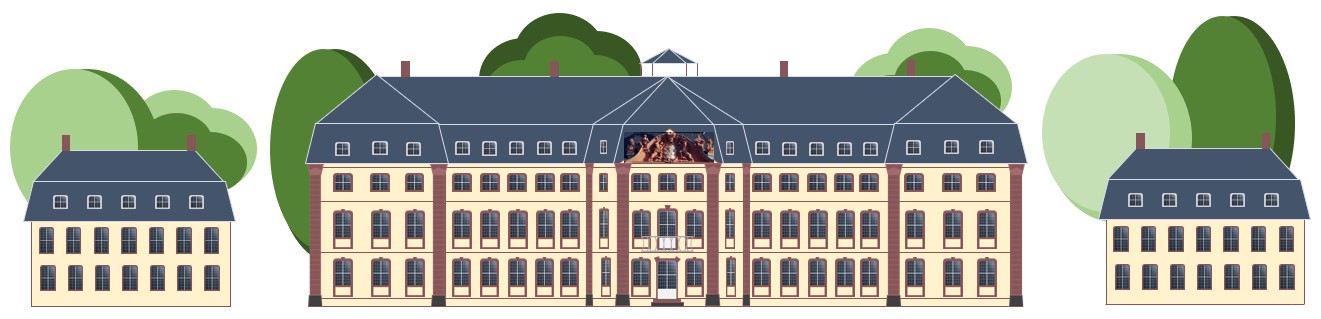
Schloss Schönbornslust Rekonstruktion

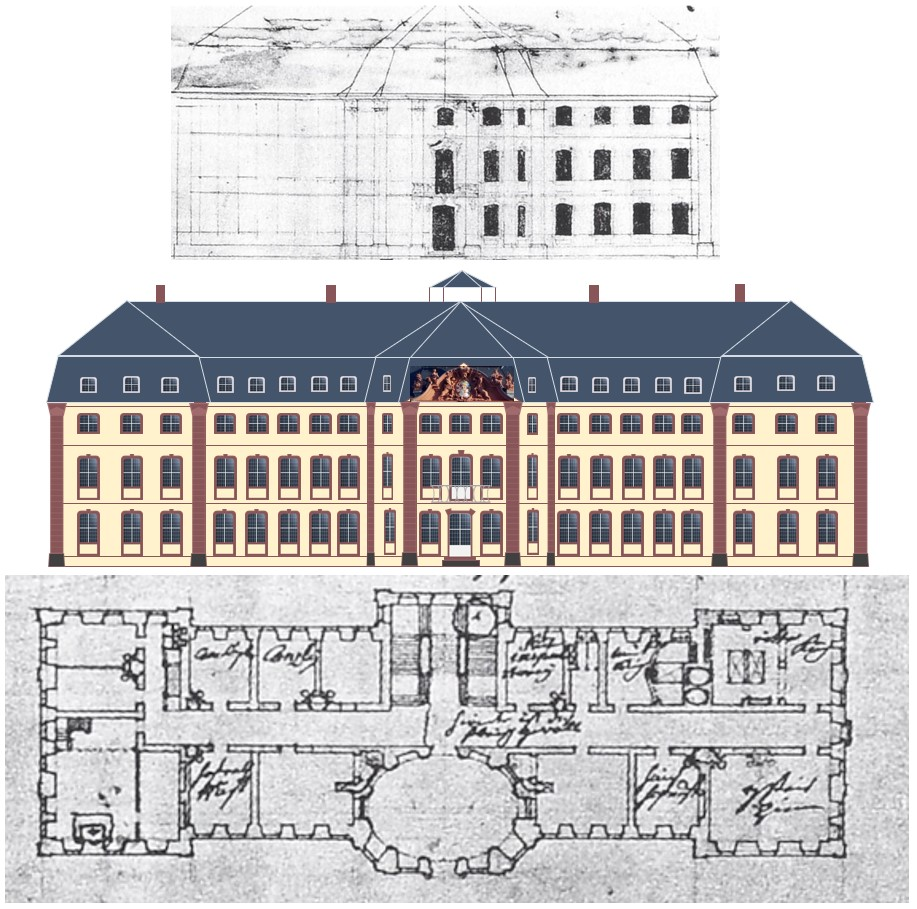
Schloss Schönbornslust Rekonstruktion inklusive Vorentwurf und Grundriss

Das Schloss Schönbornslust war ein Schloss bei Kesselheim, einem heutigen Stadtteil von Koblenz. Das 1752 fertiggestellte Jagdschloss wurde im Zuge der Eroberung von Koblenz 1794 durch die französische Revolutionsarmee verwüstet und 1806 schließlich abgebrochen.

## Geschichte
Kurfürst Franz Georg von Schönborn ließ das Schloss Schönbornslust als Jagdschloss in den Jahren 1748 bis 1752 nach Plänen von Balthasar Neumann und unter der Bauleitung von Johannes Seiz errichten. Der in barocker Form vollendete Sommersitz des Kurfürsten, der hier inmitten von Feldern, Waldstücken und Sümpfen der Hasen-, Hühner- und Fasanenjagd nachging, war Neumanns letzter ausgeführter Schlossbau. Die Anlage war ein Einflügelbau mit 21 Achsen und einer Fasanerie.
Nach Ausbruch der Französischen Revolution 1789 bot Kurfürst Clemens Wenzeslaus von Sachsen den Emigranten und den flüchtigen Mitgliedern des mit ihm verwandten französischen Hofes (Clemens Wenzeslaus war der Onkel des französischen Königs Ludwig XVI.) hier eine Zufluchtsstätte. Damit wurde Koblenz ein Zentrum der französischen Royalisten. Nachdem die Emigranten das Schloss wieder verlassen hatten, übernachtete hier im Juli 1792 der preußische König Friedrich Wilhelm II. für ein paar Tage. Danach wurde es zum Lazarett für österreichische Soldaten umfunktioniert.
Im Ersten Koalitionskrieg näherte sich im Oktober 1794 die französische Revolutionsarmee von Norden der Stadt Koblenz, da nach dem Sieg in der Schlacht bei Fleurus der Weg zum Rhein frei war. Das Schloss Schönbornslust lag inmitten der Kampfhandlungen und wurde dabei zerstört. Nach den Plünderungen wurde die Schlossruine mitsamt dem Grundstück verkauft und 1806 vollständig abgebrochen und eingeebnet. Erhalten sind zwei Ökonomiegebäude nahe dem ehemaligen Kloster Maria Trost. Heute befindet sich in dem Bereich ein dichtes Industriegebiet zwischen den Koblenzer Stadtteilen Kesselheim und Wallersheim.